# Brighton (Illinois)
Brighton – wieś w Stanach Zjednoczonych, w stanie Illinois, w hrabstwie Macoupin.